# Castello Brederode

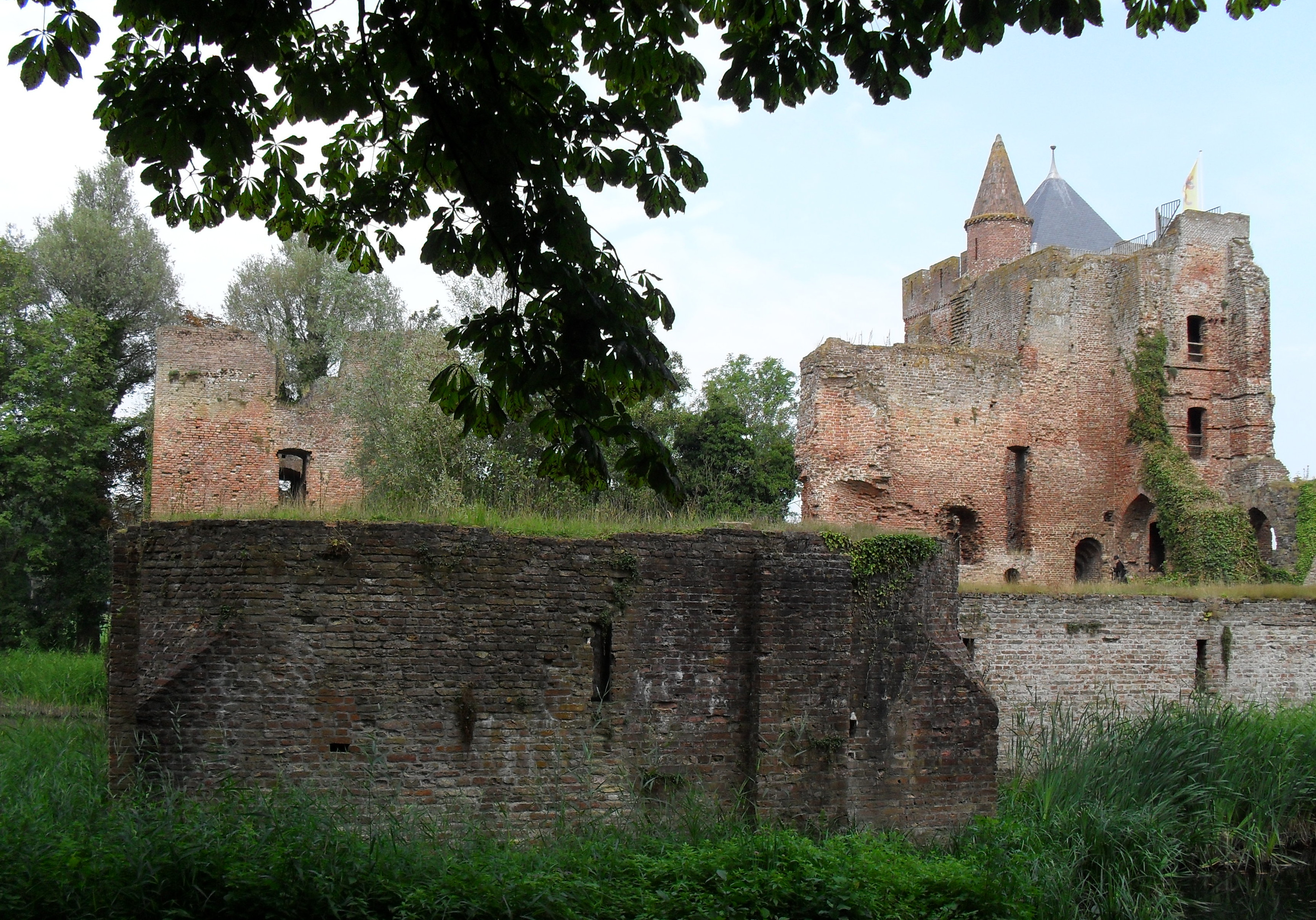
Santpoort: le rovine del castello Brederode

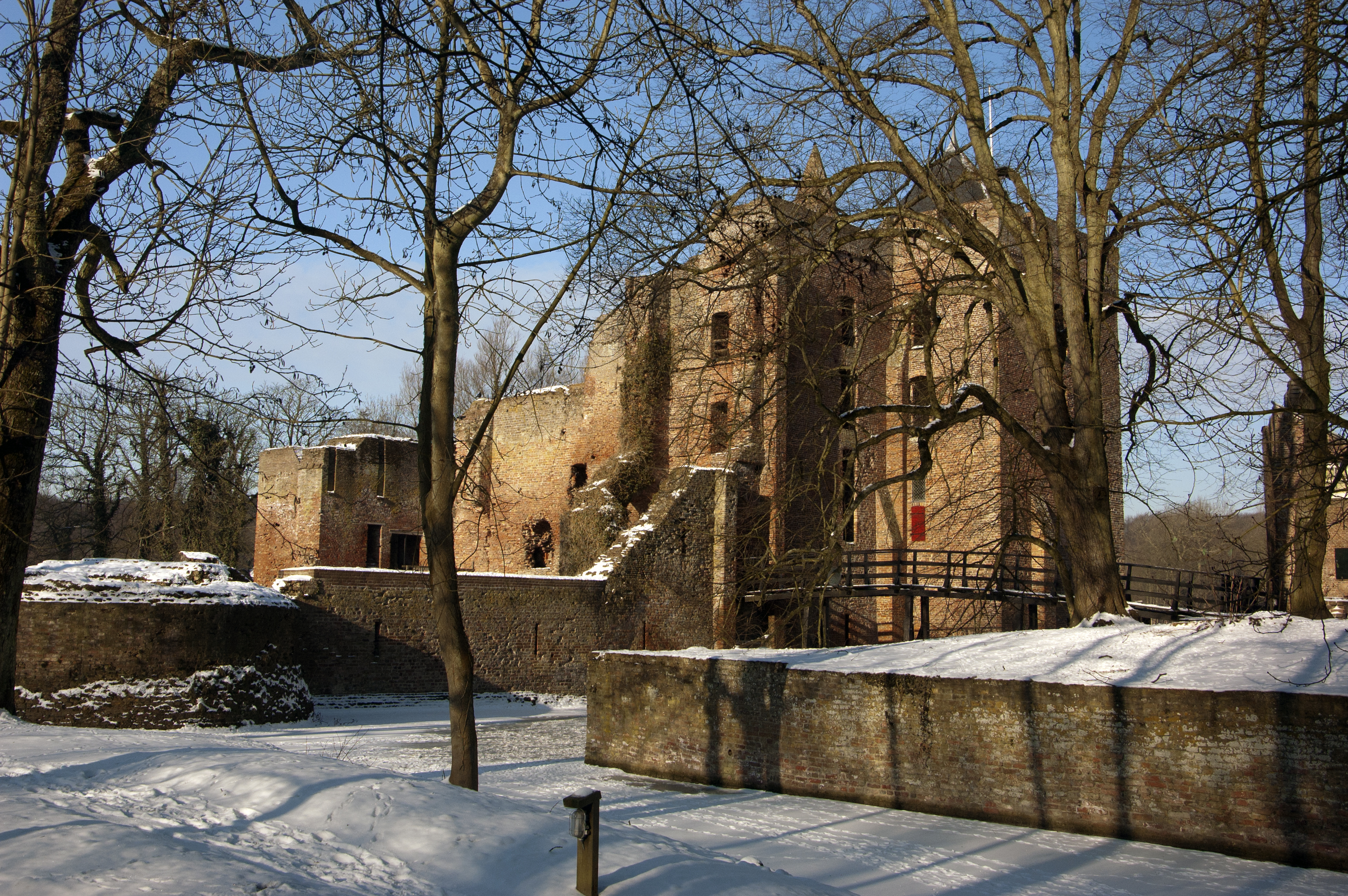
Le rovine del castello Brederode innevate

Il castello Brederode (in olandese: Kasteel Brederode) è una fortezza in rovina della cittadina olandese di Santpoort (comune di Velsen, Olanda Settentrionale), le cui origini risalgono alla fine del XIII secolo. Fu la residenza del casato Van Brederode.

## Descrizione
Il castello si trova nel centro abitato di Santpoort-Zuid.
L'edificio è costituito da spesse mura e da ponti.
|  |

## Storia
Il castello fu costruito prima del 1300.
Nel 1351 il castello fu conquistato da Gijsbrecht van Nijenrode e venne distrutto. L'edificio fu però in seguito ricostruito.
Nel 1573, nel corso della guerra degli ottant'anni, l'area attorno al castello fu occupata dalle truppe spagnole.
Già nel XVII secolo del castello rimanevano soltanto delle rovine.
|  |

Con la morte dell'ultimo discendente del casato Van Brederode, avvenuta nel 1679,  l'edificio, o ciò che ne rimaneva, divenne di proprietà dello Stato.
Nel 2011, le autorità olandesi decisero che il castello Brederode dovesse essere uno dei 34 rijksmonumenten da mettere in vendita.
Dal 1º marzo 2014 le rovine del castello divennero accessibili al pubblico grazie alla realizzazione di alcuni pontili.

## Il castello nella cultura di massa

### Arte
- Il castello Brederode è raffigurato nel dipinto di Andreas Schelfhout Landschap met de ruïne van kasteel Brederode te Santpoort ("Paesaggio con le rovine del castello Brederode a Santpoort", 1884), conservato al Rijksmuseum di Amsterdam[3]

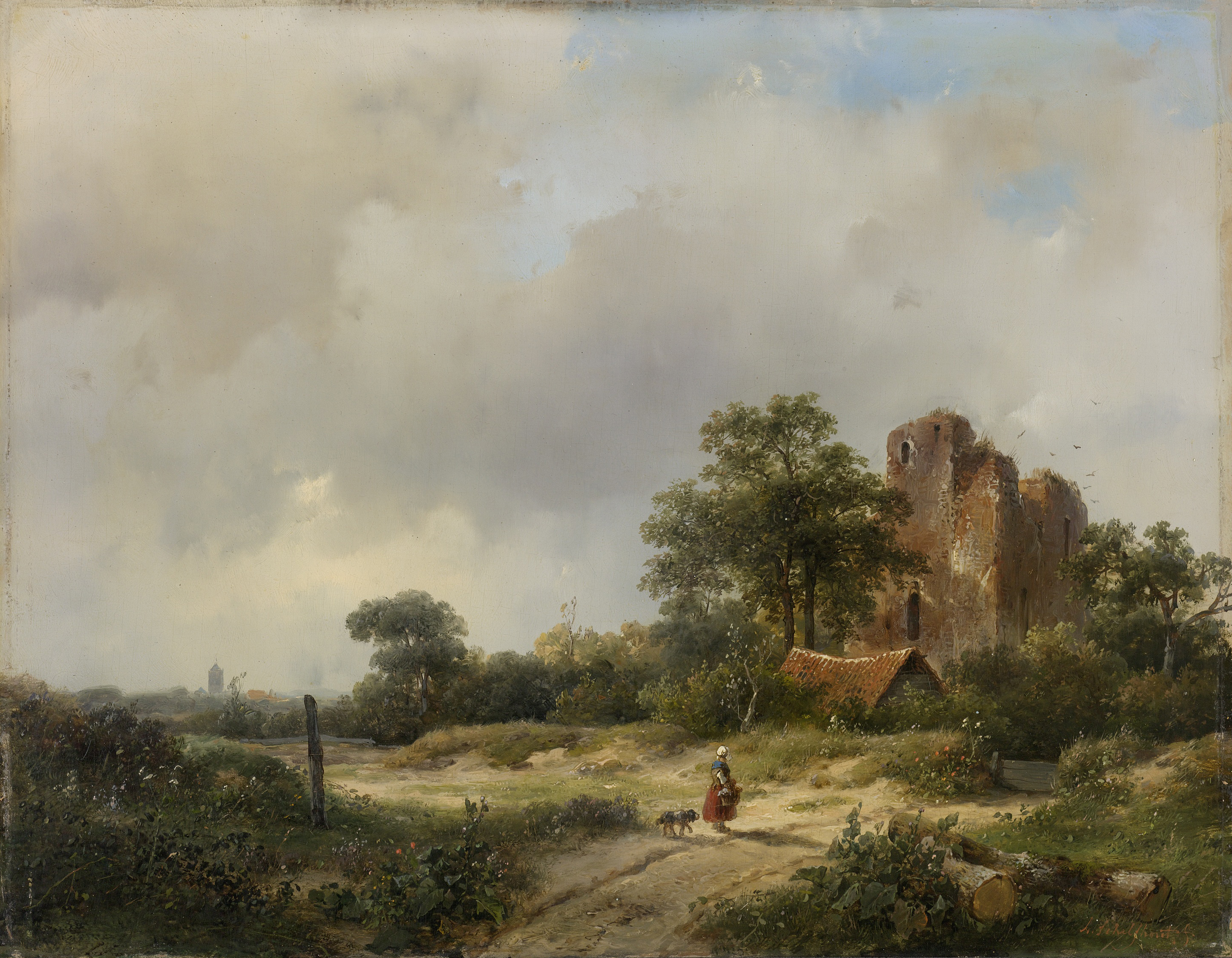
Landschap met de ruïne van kasteel Brederode te Santpoort di Andreas Schelfhout